# Sentenac-d’Oust
Sentenac-d’Oust – miejscowość i gmina we Francji, w regionie Oksytania, w departamencie Ariège.
Według danych na rok 1990 gminę zamieszkiwało 98 osób, a gęstość zaludnienia wynosiła 5 osób/km² (wśród 3020 gmin regionu Midi-Pyrénées Sentenac-d’Oust plasuje się na 965. miejscu pod względem liczby ludności, natomiast pod względem powierzchni na miejscu 570.).